# Valentin Lebedev
Valentin Vitaljevitsj Lebedev (Russisch: Валентин Витальевич Лебедев) (Moskou, 14 april 1942) is een Russisch voormalig ruimtevaarder. Lebedev’s eerste ruimtevlucht was Sojoez 13 en begon op 18 december 1973. Doel van deze missie was het uittesten van apparatuur voor Saljoet ruimtestations. 
In totaal heeft Lebedev twee ruimtevluchten op zijn naam staan. In 1993 ging hij als astronaut met pensioen. Lebedev ontving meerdere onderscheidingen en titels, waaronder 2x Held van de Sovjet-Unie, de Medaille van verdienste voor ruimteonderzoek en 2x de Leninorde. 